# Maccabi Ironi Ashdod
O Maccabi Ironi Ashdod (em hebraico:  מכבי עירוני אשדוד é um clube de futebol com sede em Asdode, Israel. A equipe compete no que disputa a Liga Alef Sul, a Terceiro divisão do campeonato israelense. 

## História
O clube foi fundado em 1961. O clube terminou como resultado da união com Hapoel Ashdod em 1999, Quando ele estava na Ligat ha'Al. O clube foi restabelecido em 2015. Na temporada 2015/16, o Equipe avançou para a quarta divisão
Na temporada 2018/2019, o Equipe avançou para a Terceiro divisão.

## Jogadores de passado

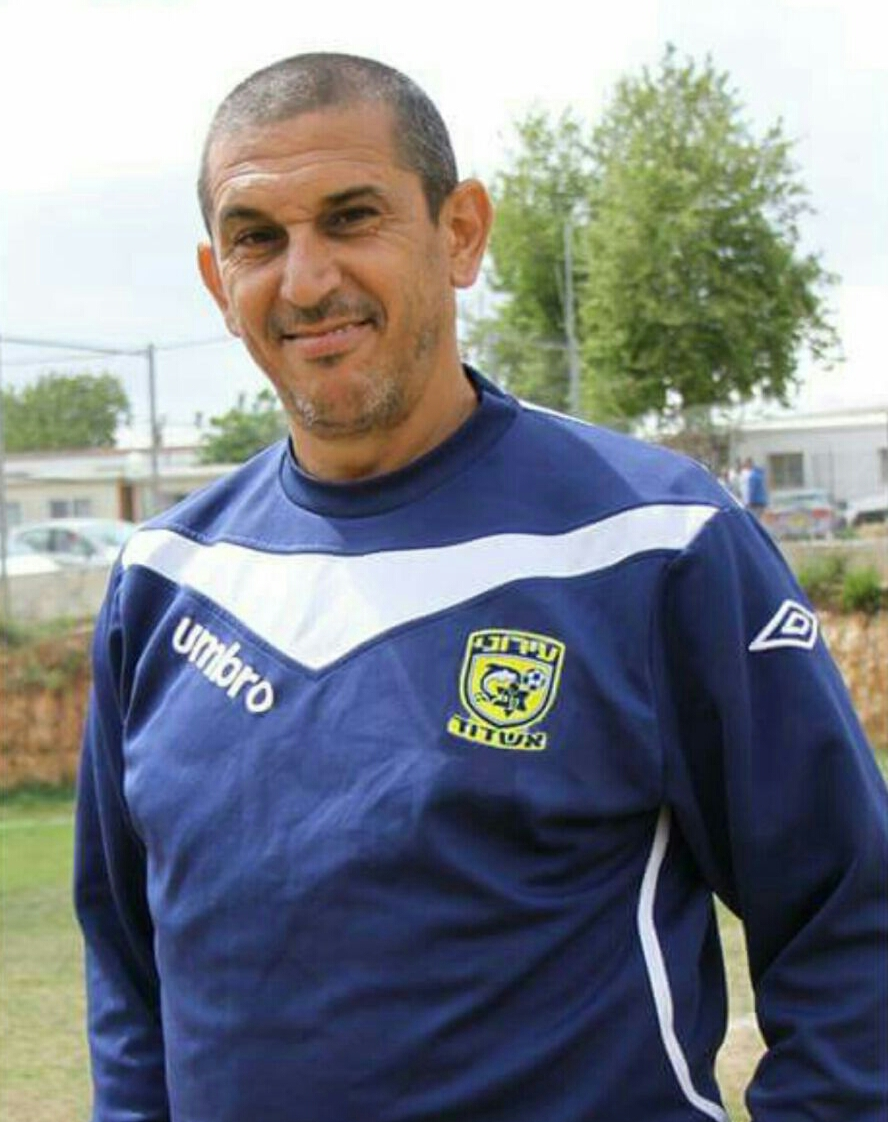
Sharon Marciano, ex-jogador e treinador do clube Hoje

- Haim Cohen
- Ygal Zrian
- Amir Turgeman
- Jan Talesnikov
- Sharon Marciano
- Emil Velev
- Baruch Dego
- Thompson Oliha
- Uche Okafor